# もうひとりの私
「もうひとりの私」は、声優ユニット、やまとなでしこの1作目のシングル。2000年4月26日にスターチャイルドから発売された。

## 解説
- 文化放送のラジオ『SOMETHING DREAMS マルチメディアカウントダウン』でパーソナリティを務めた、堀江由衣・田村ゆかりが結成したユニットのデビューシングル。
- 同ラジオのイメージソングを、タイトル曲として収録している。
- 2010年にゆいかおりが、『Our Steady Boy』のカップリング曲としてカバーした。

## 収録曲
1. もうひとりの私[4:31]
作詞:只野菜摘、作曲・編曲:太田美知彦
  - 文化放送系ラジオ『SOMETHING DREAMS マルチメディアカウントダウン』イメージソング
2. Spring Spring Spring [4:28]
作詞:根津洋子、作曲:吉中美樹、編曲:岩本正樹
3. ごきげんよう、かしこ。 [4:25]
作詞:久和カノン、作曲:坂下正俊、編曲:五島翔
4. もうひとりの私 off vocal version
5. Spring Spring Spring off vocal version
6. ごきげんよう、かしこ。 off vocal version